# Lijst van gemeentelijke monumenten in Den Haag/Archipelbuurt
De Archipelbuurt kent 191 gemeentelijke monumenten; hieronder een overzicht.
| Object | Bouwjaar   | Architect                                | Locatie                                             | Coördinaten                  | Nr.        | Afbeelding |
| --- | ---------- | ---------------------------------------- | --------------------------------------------------- | ---------------------------- | ---------- | --- |
| Hoofdbureau van politie in wederopbouwstijl | 1952-1959  | Erve, W.S. van de                        | Alexanderveld 125/126                               | 52° 5' 20" NB, 4° 18' 5" OL  | 0518/WN959 | Upload foto |
| Twee blokken woningen, oorspronkelijk gebouwd voor onderofficieren van de Alexanderkazerne in neorenaissancestijl                                                    | 1893; 1896 |                                          | Atjehstraat 33 t/m 123                              | 52° 5' 35" NB, 4° 18' 18" OL | 0518/WN001 | Meer afbeeldingen |
| Alexanderhofje | 1874       | Jager, J., Kamp, S. van der              | Bankastraat 7 t/m 81                                | 52° 5' 29" NB, 4° 18' 18" OL | 0518/WN002 | Alexanderhofje |
| Hoekpand in eclectische stijl | circa 1875 |                                          | Burgemeester van Karnebeeklaan 3 t/m 3e             | 52° 5' 16" NB, 4° 17' 57" OL | 0518/WN007 | Upload foto |
| Pand in eclectische stijl | circa 1875 |                                          | Burgemeester van Karnebeeklaan 5 t/m 5e             | 52° 5' 16" NB, 4° 17' 57" OL | 0518/WN008 | Upload foto |
| Pand in eclectische stijl | circa 1875 |                                          | Burgemeester van Karnebeeklaan 7 t/m 7e             | 52° 5' 16" NB, 4° 17' 57" OL | 0518/WN009 | Upload foto |
| Rechter gedeelte van een als eenheid ontworpen paar herenhuizen gebouwd in eclectische stijl                                                                         | circa 1875 |                                          | Burgemeester van Karnebeeklaan 9 -9e en 11-11e      | 52° 5' 17" NB, 4° 17' 57" OL | 0518/WN010 | Upload foto |
| Herenhuis met fraai uitgevoerde porte-cochère links naast het drie bouwlagen tellende pand in eclectische stijl                                                      | circa 1875 |                                          | Burgemeester van Karnebeeklaan 12                   | 52° 5' 19" NB, 4° 17' 55" OL | 0518/WN003 | Herenhuis met fraai uitgevoerde porte-cochère links naast het drie bouwlagen tellende pand in eclectische stijl                                                      |
| Rechter gedeelte van een dubbel herenhuis in eclectische neorenaissancestijl                                                                                         | circa 1880 |                                          | Burgemeester van Karnebeeklaan 13                   | 52° 5' 17" NB, 4° 17' 56" OL | 0518/WN004 | Upload foto |
| Pand bestaande uit souterrain, bel-etage, verdieping en omlopend, afgeknot schilddak in eclectische stijl                                                            | circa 1880 | Brouwer, L.A.                            | Burgemeester van Karnebeeklaan 14                   | 52° 5' 19" NB, 4° 17' 55" OL | 0518/WN005 | Upload foto |
| Linker gedeelte van een dubbel herenhuis in eclectische neorenaissancestiji                                                                                          | circa 1880 |                                          | Burgemeester van Karnebeeklaan 15                   | 52° 5' 17" NB, 4° 17' 56" OL | 0518/WN860 | Upload foto |
| Herenhuis in rijke, eclectische neorenaissancestijl | circa 1873 | Malsen, F.H. van                         | Burgemeester van Karnebeeklaan 17                   | 52° 5' 18" NB, 4° 17' 56" OL | 0518/WN006 | Upload foto |
| Pand in eclectische stijl | circa 1879 |                                          | Celebesstraat 98                                    | 52° 5' 25" NB, 4° 17' 49" OL | 0518/WN011 | Upload foto |
| Pand in neorenaissancestijl | circa 1890 | Nieukerken, J.J. van                     | Kerkhoflaan 1                                       | 52° 5' 33" NB, 4° 17' 46" OL | 0518/WN012 | Pand in neorenaissancestijl |
| Pand ter breedte van drie vensterassen bestaande uit twee bouwlagen met kapverdieping in neorenaissancestijl                                                         | circa 1890 | Nieukerken, J.J. van                     | Kerkhoflaan 2 en 2a                                 | 52° 5' 33" NB, 4° 17' 47" OL | 0518/WN964 | Pand ter breedte van drie vensterassen bestaande uit twee bouwlagen met kapverdieping in neorenaissancestijl                                                         |
| Pand in neorenaissancestijl | 1889       | Nieukerken, J.J. van                     | Kerkhoflaan 3                                       | 52° 5' 33" NB, 4° 17' 48" OL | 0518/WN013 | Pand in neorenaissancestijl |
| Pand in neorenaissancestijl | circa 1890 | Nieukerken, J.J. van                     | Kerkhoflaan 5                                       | 52° 5' 33" NB, 4° 17' 48" OL | 0518/WN014 | Pand in neorenaissancestijl |
| Pand ter breedte van twee traveeën bestaande uit twee bouwlagen met kapverdieping in neorenaissancestijl                                                             | circa 1890 | Nieukerken, J.J. van                     | kerkhoflaan 6                                       | 52° 5' 33" NB, 4° 17' 49" OL | 0518/WN966 | Pand ter breedte van twee traveeën bestaande uit twee bouwlagen met kapverdieping in neorenaissancestijl                                                             |
| Pand in neorenaissancestijl | circa 1890 | Nieukerken, J.J. van                     | Kerkhoflaan 7                                       | 52° 5' 33" NB, 4° 17' 48" OL | 0518/WN967 | Pand in neorenaissancestijl |
| Pand in neorenaissancestijl | 1888       | Nieukerken, J.J. van                     | Kerkhoflaan 8                                       | 52° 5' 34" NB, 4° 17' 50" OL | 0518/WN015 | Pand in neorenaissancestijl |
| Pand in neorenaissancestijl | 1888       | Nieukerken, J.J. van                     | Kerkhoflaan 9                                       | 52° 5' 34" NB, 4° 17' 50" OL | 0518/WN969 | Pand in neorenaissancestijl |
| Familiegraf Johannes van den Bosch in neogotische stijl | 1845       |                                          | Kerkhoflaan 12 Johannes van den Bosch               | 52° 5' 44" NB, 4° 18' 13" OL | 0518/WN973 | Upload foto |
| Grenspaal |            |                                          | Kerkhoflaan                                         | 52° 5' 35" NB, 4° 17' 50" OL | 0518/WN724 | Upload foto |
| Herenhuis met bakstenen lijstgevel in eclectische stijl | circa 1870 |                                          | Koninginnegracht 38                                 | 52° 5' 24" NB, 4° 18' 42" OL | 0518/WN042 | Upload foto |
| Pand met eenvoudige, bakstenen lijstgevel in eclectische stijl | circa 1871 |                                          | Koninginnegracht 41                                 | 52° 5' 24" NB, 4° 18' 41" OL | 0518/WN043 | Upload foto |
| Pand met bakstenen lijstgevel in eclectische stijl | circa 1871 |                                          | Koninginnegracht 42                                 | 52° 5' 24" NB, 4° 18' 41" OL | 0518/WN044 | Upload foto |
| Pand met bakstenen lijstgevel in eclectische stijl | 1876-1878  |                                          | Koninginnegracht 43                                 | 52° 5' 25" NB, 4° 18' 41" OL | 0518/WN045 | Upload foto |
| Pand met bakstenen lijstgevel in eclectische stijl | 1871-1873  |                                          | Koninginnegracht 44                                 | 52° 5' 25" NB, 4° 18' 41" OL | 0518/WN046 | Upload foto |
| Pand met hoge, bakstenen lijstgevel in eclectische stijl | circa 1873 |                                          | Koninginnegracht 45                                 | 52° 5' 25" NB, 4° 18' 40" OL | 0518/WN047 | Upload foto |
| Pand met hoge, bakstenen lijstgevel in eclectische stijl | circa 1873 |                                          | Koninginnegracht 46                                 | 52° 5' 33" NB, 4° 18' 35" OL | 0518/WN048 | Upload foto |
| Pand met bakstenen lijetgevel in eclectische stijl | circa 1873 |                                          | Koninginnegracht 47                                 | 52° 5' 26" NB, 4° 18' 40" OL | 0518/WN049 | Upload foto |
| Pand met bakstenen lijstgevel ter breedte van vier vensterrassen in eclectische stijl                                                                                | circa 1874 |                                          | Koninginnegracht 50                                 | 52° 5' 27" NB, 4° 18' 39" OL | 0518/WN050 | Upload foto |
| Pand met eenvoudige, bakstenen lijstgevel in eclectische stijl | circa 1874 |                                          | Koninginnegracht 51                                 | 52° 5' 27" NB, 4° 18' 39" OL | 0518/WN051 | Upload foto |
| Pand met bakstenen lijstgevel in eclectische stijl | circa 1873 |                                          | Koninginnegracht 52                                 | 52° 5' 27" NB, 4° 18' 39" OL | 0518/WN052 | Upload foto |
| Pand met bakstenen lijstgevel in eclectische stijl | circa 1874 |                                          | Koninginnegracht 53                                 | 52° 5' 27" NB, 4° 18' 39" OL | 0518/WN053 | Upload foto |
| Pand met bakstenen lijstgevel in eclectische stijl | circa 1874 |                                          | Koninginnegracht 54                                 | 52° 5' 28" NB, 4° 18' 39" OL | 0518/WN054 | Upload foto |
| Pand met bakstenen lijstgevel in eclectische stijl | circa 1874 |                                          | Koninginnegracht 55 t/m 55c                         | 52° 5' 28" NB, 4° 18' 38" OL | 0518/WN055 | Upload foto |
| Pand met lijstgevel in eclectische stijl | circa 1874 |                                          | Koninginnegracht 59 (voorheen)                      | 52° 5' 29" NB, 4° 18' 37" OL | 0518/WN056 | Upload foto |
| Pand met eenvoudige lijstgevel in eclectische trant | 1881       |                                          | Koninginnegracht 64                                 | 52° 5' 31" NB, 4° 18' 37" OL | 0518/WN057 | Upload foto |
| Pand met lijstgevel in eclectische trant | 1882-1883  |                                          | Koninginnegracht 65                                 | 52° 5' 31" NB, 4° 18' 36" OL | 0518/WN058 | Upload foto |
| Pand met lijstgevel in eclectische trant | circa 1882 |                                          | Koninginnegracht 66                                 | 52° 5' 31" NB, 4° 18' 36" OL | 0518/WN059 | Upload foto |
| Pand met lijstgevel in eclectische trant | circa 1882 |                                          | Koninginnegracht 67                                 | 52° 5' 31" NB, 4° 18' 36" OL | 0518/WN060 | Upload foto |
| Pand met eenvoudige bakstenen lijstgevel in eclectische stijl | circa 1871 |                                          | Koninginnegracht 70                                 | 52° 5' 32" NB, 4° 18' 35" OL | 0518/WN061 | Upload foto |
| Pand met eenvoudige, bakstenen lijstgevel in eclectische stijl | circa 1871 |                                          | Koninginnegracht 71                                 | 52° 5' 32" NB, 4° 18' 36" OL | 0518/WN062 | Upload foto |
| Pand met eenvoudige, bakstenen lijstgevel in eclectische stijl | circa 1871 |                                          | Koninginnegracht 72                                 | 52° 5' 32" NB, 4° 18' 35" OL | 0518/WN063 | Upload foto |
| Pand met eenvoudige, bakstenen lijstgevel in eclectische stijl | circa 1871 |                                          | Koninginnegracht 73, Laan Copes van Cattenburch 151 | 52° 5' 32" NB, 4° 18' 35" OL | 0518/WN064 | Upload foto |
| Pand met bakstenen lijstgevel in eclectische trant | circa 1873 |                                          | Koninginnegracht 74                                 | 52° 5' 33" NB, 4° 18' 34" OL | 0518/WN065 | Upload foto |
| Pand ter breedte van drie vensterassen, bestaande uit met hardsteen bekleed souterrain, bel-etage en verdieping in eclectische stijl                                 | circa 1873 |                                          | Koninginnegracht 75 en 75a                          | 52° 5' 33" NB, 4° 18' 34" OL | 0518/WN066 | Upload foto |
| Pand ter breedte van drie vensterassen, bestaande uit met hardsteen bekleed souterrain, bel-etage en verdieping in eclectische stijl                                 | circa 1873 |                                          | Koninginnegracht 76 en 76a                          | 52° 5' 33" NB, 4° 18' 34" OL | 0518/WN067 | Upload foto |
| Pand ter breedte van drie vensterassen, bestaande uit met hardsteen bekleed souterrain, bel-etage en verdieping in eclectische stijl                                 | circa 1874 |                                          | Koninginnegracht 78                                 | 52° 5' 34" NB, 4° 18' 33" OL | 0518/WN068 | Upload foto |
| Pand ter breedte van drie vensterassen, bestaande uit met hardsteen bekleed souterrain, bel-etage en verdieping in eclectische stijl                                 | circa 1874 |                                          | Koninginnegracht 79 en 79a                          | 52° 5' 34" NB, 4° 18' 33" OL | 0518/WN069 | Upload foto |
| Pand ter breedte van drie vensterassen, bestaande uit souterrain, parterre en twee verdiepingen in eclectische stijl                                                 | circa 1875 |                                          | Koninginnegracht 81                                 | 52° 5' 34" NB, 4° 18' 33" OL | 0518/WN070 | Upload foto |
| Pand, bestaande uit souterrain, bel-etage en verdieping; breedte drie vensterassen in eclectische stijl                                                              | circa 1875 |                                          | Koninginnegracht 82                                 | 52° 5' 35" NB, 4° 18' 33" OL | 0518/WN071 | Upload foto |
| Pand, bestaande uit souterrain, bel-etage en verdieping; drie venster- assen, waarvan de linker behandeld is als risaliet in eclectische stijl                       | circa 1875 |                                          | Koninginnegracht 83 en 83a                          | 52° 5' 35" NB, 4° 18' 33" OL | 0518/WN072 | Upload foto |
| Twee samengetrokken panden in eclectische stijl | circa 1875 |                                          | Koninginnegracht 84 en 85                           | 52° 5' 35" NB, 4° 18' 32" OL | 0518/WN073 | Upload foto |
| Hoekpand in eclectische stijl | circa 1874 |                                          | Koninginnegracht 86                                 | 52° 5' 36" NB, 4° 18' 32" OL | 0518/WN074 | Upload foto |
| Hoekpand ter breedte van drie vensterassen waarvan de linker als risaliet is opgevat in eclectische stijl                                                            | circa 1873 |                                          | Koninginnegracht 87 en 87a                          | 52° 5' 36" NB, 4° 18' 31" OL | 0518/WN075 | Upload foto |
| Pand in eclectische stijl | circa 1873 |                                          | Koninginnegracht 88                                 | 52° 5' 36" NB, 4° 18' 31" OL | 0518/WN076 | Upload foto |
| Pand in eclectische stijl | circa 1873 |                                          | Koninginnegracht 89                                 | 52° 5' 37" NB, 4° 18' 31" OL | 0518/WN077 | Upload foto |
| Pand in eclectische stijl | circa 1868 |                                          | Koninginnegracht 90                                 | 52° 5' 37" NB, 4° 18' 31" OL | 0518/WN078 | Upload foto |
| Pand in eclectische stijl | circa 1868 |                                          | Koninginnegracht 91 en 91a                          | 52° 5' 37" NB, 4° 18' 31" OL | 0518/WN079 | Upload foto |
| Pand in eclectische stijl | 1871-1890  |                                          | Koninginnegracht 92                                 | 52° 5' 37" NB, 4° 18' 30" OL | 0518/WN080 | Upload foto |
| Pand met gevel in neorenaissancestijl | 1890       | Croiset van Uchelen, H.W.A.              | Koninginnegracht 93                                 | 52° 5' 38" NB, 4° 18' 30" OL | 0518/WN081 | Upload foto |
| Pand met lijstgevel in neorenaissancestijl | 1887-1888  | Croiset van Uchelen, H.W.A., Ehnle, E.F. | Koninginnegracht 94                                 | 52° 5' 38" NB, 4° 18' 30" OL | 0518/WN082 | Upload foto |
| Pand met lijstgevel in neorenaissancestijl | 1887-1888  | Croiset van Uchelen, H.W.A., Ehnle, E.F. | Koninginnegracht 95                                 | 52° 5' 38" NB, 4° 18' 30" OL | 0518/WN083 | Upload foto |
| Hoekpand in neorenaissancestijl | 1887       |                                          | Koninginnegracht 96                                 | 52° 5' 39" NB, 4° 18' 29" OL | 0518/WN084 | Upload foto |
| Pand met gevel in neorenaissancestijl | 1891-1892  |                                          | Koninginnegracht 97                                 | 52° 5' 39" NB, 4° 18' 29" OL | 0518/WN085 | Upload foto |
| Pand met gevel in neorenaissancestijl | 1892       | Croiset van Uchelen, H.W.A., Ehnle, E.F. | Koninginnegracht 98                                 | 52° 5' 40" NB, 4° 18' 28" OL | 0518/WN086 | Upload foto |
| Pand met gevel in neorenaissancestijl | 1892       |                                          | Koninginnegracht 99                                 | 52° 5' 40" NB, 4° 18' 28" OL | 0518/WN087 | Upload foto |
| Pand met gevel in neorenaissancestijl | 1892-1893  | Nieukerken, J.J. van                     | Koninginnegracht 101                                | 52° 5' 42" NB, 4° 18' 27" OL | 0518/WN016 | Pand met gevel in neorenaissancestijl |
| Pand in neorenaissancestijl dat deel uitmaakt van een symmetrisch ontworpen reeks van vijf huizen                                                                    | 1893-1894  | Lammens, P.                              | Koninginnegracht 102                                | 52° 5' 42" NB, 4° 18' 27" OL | 0518/WN017 | Upload foto |
| Pand in neorenaissancestijl dat deel uitmaakt van een symmetrisch ontworpen reeks van vijf huizen                                                                    | 1893-1894  | Lammens, P.                              | Koninginnegracht 103                                | 52° 5' 42" NB, 4° 18' 27" OL | 0518/WN018 | Upload foto |
| Pand in neorenaissancestijl dat deel uitmaakt van een symmetrisch ontworpen reeks van vijf huizen                                                                    | 1893-1894  | Lammens, P.                              | Koninginnegracht 104                                | 52° 5' 42" NB, 4° 18' 26" OL | 0518/WN019 | Upload foto |
| Pand in neorenaissancestijl dat deel uitmaakt van een symmetrisch ontworpen reeks van vijf panden                                                                    | 1893-1894  | Lammens, P.                              | Koninginnegracht 105                                | 52° 5' 42" NB, 4° 18' 26" OL | 0518/WN020 | Upload foto |
| Pand in neorenaissancestijl dat deel uitmaakt van een symmetrisch ontworpen reeks van vijf panden                                                                    | 1894-1895  | Lammens, P.                              | Koninginnegracht 106                                | 52° 5' 42" NB, 4° 18' 26" OL | 0518/WN021 | Upload foto |
| Pand met eenvoudige lijstgevel in neorenaissancestijl | 1890       |                                          | Koninginnegracht 107, Delistraat 40                 | 52° 5' 43" NB, 4° 18' 25" OL | 0518/WN972 | Upload foto |
| Pand met eenvoudige lijstgevel in neorenaissancestijl | 1890       |                                          | Koninginnegracht 108                                | 52° 5' 43" NB, 4° 18' 25" OL | 0518/WN023 | Upload foto |
| Pand met lijstgevel in sobere neorenaissancestijl | 1890       |                                          | Koninginnegracht 109                                | 52° 5' 43" NB, 4° 18' 25" OL | 0518/WN024 | Upload foto |
| Pand met lijstgevel in sobere vormgeving | circa 1875 |                                          | Koninginnegracht 110                                | 52° 5' 44" NB, 4° 18' 25" OL | 0518/WN025 | Upload foto |
| Pand met sobere lijstgevel | circa 1875 |                                          | Koninginnegracht 111 en 112                         | 52° 5' 44" NB, 4° 18' 25" OL | 0518/WN026 | Upload foto |
| Pand, bestaande uit een benedenhuis met twee bovenhuizen art nouveau, neorenaissancestijl                                                                            | 1905-1906  | Fletterman                               | Koninginnegracht 113 t/m 115                        | 52° 5' 44" NB, 4° 18' 25" OL | 0518/WN027 | Upload foto |
| Pand met eenvoudige bakstenen lijstgevel | circa 1873 |                                          | Koninginnegracht 116                                | 52° 5' 44" NB, 4° 18' 25" OL | 0518/WN028 | Upload foto |
| Pand met eenvoudige bakstenen lijstgevel | circa 1873 |                                          | Koninginnegracht 117                                | 52° 5' 44" NB, 4° 18' 24" OL | 0518/WN029 | Upload foto |
| Pand in neorenaissancestijl | 1889-1890  |                                          | Koninginnegracht 119 t/m 119b                       | 52° 5' 45" NB, 4° 18' 24" OL | 0518/WN030 | Upload foto |
| Pand ter breedte van zes vensterassen, bestaande uit parterre met twee verdiepingen in neorenaissancestijl                                                           | 1879       |                                          | Koninginnegracht 132 t/m 134                        | 52° 5' 45" NB, 4° 18' 24" OL | 0518/WN031 | Upload foto |
| Pand ter breedte van drie vensterassen, bestaande uit parterre met twee verdiepingen in overgangsarchitectuur                                                        | 1911       | Wilde, G.S. van der                      | Koninginnegracht 135                                | 52° 5' 46" NB, 4° 18' 23" OL | 0518/WN032 | Upload foto |
| Pand bestaande uit parterre en twee verdiepingen met schilddak | 1873-1874  |                                          | Koninginnegracht 136 en 136a                        | 52° 5' 46" NB, 4° 18' 23" OL | 0518/WN033 | Upload foto |
| Pand bestaande uit parterre, twee verdiepingen en schilddak | 1873       |                                          | Koninginnegracht 137                                | 52° 5' 46" NB, 4° 18' 23" OL | 0518/WN034 | Upload foto |
| Pand bestaande uit parterre, twee verdiepingen en schilddak | 1873       |                                          | Koninginnegracht 138                                | 52° 5' 46" NB, 4° 18' 22" OL | 0518/WN035 | Upload foto |
| Pand bestaande uit parterre, twee verdiepingen en schilddak | 1850-1875  |                                          | Koninginnegracht 139                                | 52° 5' 46" NB, 4° 18' 22" OL | 0518/WN036 | Upload foto |
| Pand bestaande uit parterre, twee verdiepingen en schilddak | 1850-1875  |                                          | Koninginnegracht 140                                | 52° 5' 46" NB, 4° 18' 22" OL | 0518/WN037 | Upload foto |
| Pand in overgangsarchitectuur | 1902       |                                          | Koninginnegracht 141                                | 52° 5' 46" NB, 4° 18' 22" OL | 0518/WN038 | Upload foto |
| Pand linker van twee in spiegelbeeld ontworpen huizen in overgangsarchitectuur                                                                                       | 1905-1906  |                                          | Koninginnegracht 142                                | 52° 5' 46" NB, 4° 18' 21" OL | 0518/WN039 | Upload foto |
| Pand rechter van twee in elkaars spiegelbeeld ontworpen huizen in overgangsarchitectuur                                                                              | 1905-1906  |                                          | Koninginnegracht 143                                | 52° 5' 46" NB, 4° 18' 21" OL | 0518/WN040 | Upload foto |
| Pand ter breedte van drie vensterassen; souterrain, bel-etage en twee verdiepingen                                                                                   | 1850-1875  |                                          | Koninginnegracht 144                                | 52° 5' 46" NB, 4° 18' 21" OL | 0518/WN041 | Upload foto |
| Hofje | 1881       | Bakker, C., Bakker, J.W.                 | Malakkastraat 94 t/m 100                            | 52° 5' 27" NB, 4° 18' 1" OL  | 0518/WN089 | Upload foto |
| Aan twee zijden door een ruime tuin omgeven herenhuis in eclectische stijl                                                                                           | circa 1879 | Limburg, J.                              | Malakkastraat 147                                   | 52° 5' 24" NB, 4° 17' 50" OL | 0518/WN088 | Upload foto |
| Hofjeswoning, behorend tot het hofjescomplex Mallemolen | 1868-1869  | Jager, J., Kamp, S. van der              | Mallemolen 55 (0-63)                                | 52° 5' 27" NB, 4° 18' 34" OL | 0518/WN090 | Upload foto |
| Pand, bestaande uit parterre, twee verdiepingen en schilddak met dakkapel in eclectische stijl                                                                       | 1879       | Evers, A.J.                              | Nassauplein 1                                       | 52° 5' 21" NB, 4° 18' 21" OL | 0518/WN092 | Upload foto |
| Pand, bestaande uit parterre, twee verdiepingen en schilddak met dakkapel in eclectische stijl                                                                       | 1879       | Evers, A.J.                              | Nassauplein 1a                                      | 52° 5' 21" NB, 4° 18' 21" OL | 0518/WN102 | Upload foto |
| Pand in eclectische stijl | circa 1878 |                                          | Nassauplein 1b                                      | 52° 5' 21" NB, 4° 18' 21" OL | 0518/WN103 | Upload foto |
| Pand bestaande uit lage parterre, twee verdiepingen en dwars zadeldak, waarin attiekverdieping met vensters boven de houten kroonlijst in eclectische stijl          | 1877-1878  |                                          | Nassauplein 2                                       | 52° 5' 22" NB, 4° 18' 21" OL | 0518/WN104 | Upload foto |
| Pand bestaande uit lage parterre, twee verdiepingen en dwars zadeldak, waarin een attiekverdieping met vensters boven de kroonlijst in eclectische stijl             | 1877-1878  |                                          | Nassauplein 3                                       | 52° 5' 22" NB, 4° 18' 20" OL | 0518/WN115 | Upload foto |
| Pand bestaande uit lage parterre, twee verdiepingen en dwars zadeldak, waarin een hoge attiekverdieping met vensters boven de houten kroonlijst in eclectische stijl | 1877-1878  |                                          | Nassauplein 4                                       | 52° 5' 22" NB, 4° 18' 20" OL | 0518/WN125 | Upload foto |
| Pand bestaande uit lage parterre, twee verdiepingen en dwars zadeldak waarin een hoge attiekverdieping met vensters boven de houten kroonlijst in eclectische stijl  | 1877-1878  |                                          | Nassauplein 5                                       | 52° 5' 23" NB, 4° 18' 20" OL | 0518/WN128 | Upload foto |
| Pand bestaande uit parterre en twee verdiepingen; breedte vier vensterassen in eclectische stijl                                                                     | 1879-1880  |                                          | Nassauplein 11                                      | 52° 5' 24" NB, 4° 18' 19" OL | 0518/WN093 | Pand bestaande uit parterre en twee verdiepingen; breedte vier vensterassen in eclectische stijl                                                                     |
| Pand bestaande uit lage parterre, twee verdiepingen en afgeknot zadeldak met door een gebogen fronton bekroonde dakkapel in eclectische stijl                        | 1879-1880  | Zwaan, L.C.J. de                         | Nassauplein 12                                      | 52° 5' 24" NB, 4° 18' 19" OL | 0518/WN094 | Upload foto |
| Pand bestaande uit lage parterre, twee verdiepingen en afgeknot zadeldak met door een gebogen fronton bekroonde dakkapel en twee oeil-de-boeufs in eclectische stijl | 1879-1880  | Zwaan, L.C.J. de                         | Nassauplein 13                                      | 52° 5' 24" NB, 4° 18' 19" OL | 0518/WN095 | Pand bestaande uit lage parterre, twee verdiepingen en afgeknot zadeldak met door een gebogen fronton bekroonde dakkapel en twee oeil-de-boeufs in eclectische stijl |
| Pand bestaande uit lage parterre, twee verdiepingen en afgeknot zadeldak met door een gebogen fronton bekroonde dakkapel in eclectische stijl                        | 1879-1880  | Zwaan, L.C.J. de                         | Nassauplein 14                                      | 52° 5' 24" NB, 4° 18' 18" OL | 0518/WN096 | Pand bestaande uit lage parterre, twee verdiepingen en afgeknot zadeldak met door een gebogen fronton bekroonde dakkapel in eclectische stijl                        |
| Pand bestaande uit lage parterre, twee verdiepingen en afgeknot zadeldak met door een gebogen fronton bekroonde dakkapel en twee oeil-de-boeufs in eclectische stijl | 1879-1880  | Zwaan, L.C.J. de                         | Nassauplein 15                                      | 52° 5' 25" NB, 4° 18' 18" OL | 0518/WN097 | Upload foto |
| Pand bestaande uit lage parterre, twee verdiepingen en afgeknot zadeldak waarin een dakkapel met gebogen fronton in eclectische stijl                                | 1879-1880  | Zwaan, L.C.J. de                         | Nassauplein 16 t/m 16h                              | 52° 5' 25" NB, 4° 18' 18" OL | 0518/WN098 | Upload foto |
| Pand bestaande uit parterre, twee verdiepingen en schilddak in eclectische stijl                                                                                     | 1878       |                                          | Nassauplein 17                                      | 52° 6' 0" NB, 4° 18' 21" OL  | 0518/WN099 | Upload foto |
| Pand bestaande uit parterre, twee verdiepingen en schilddak met dakkapel in eclectische stijl                                                                        | 1878       |                                          | Nassauplein 18                                      | 52° 5' 25" NB, 4° 18' 18" OL | 0518/WN100 | Upload foto |
| Pand bestaande uit parterre, twee verdiepingen en afgeknot schilddak met door een fronton bekroonde dakkapel in eclectische stijl                                    | 1878       |                                          | Nassauplein 19                                      | 52° 5' 25" NB, 4° 18' 17" OL | 0518/WN101 | Upload foto |
| Pand bestaande uit lage, gepleisterde parterre, twee verdiepingen en afgeknot zadeldak met dakkapel in eclectische stijl                                             | 1881-1882  |                                          | Nassauplein 20                                      | 52° 5' 26" NB, 4° 18' 19" OL | 0518/WN105 | Upload foto |
| Pand bestaande uit lage, gepleisterde parterre, twee verdiepingen en afgeknot zadeldak met dakkapel in eclectische stijl                                             | 1881-1882  |                                          | Nassauplein 21                                      | 52° 5' 26" NB, 4° 18' 20" OL | 0518/WN106 | Upload foto |
| Pand bestaande uit lage, gepleisterde parterre, twee verdiepingen en afgeknot zadeldak met dakkapel in eclectische stijl                                             | 1881-1882  |                                          | Nassauplein 22                                      | 52° 5' 26" NB, 4° 18' 20" OL | 0518/WN107 | Upload foto |
| Pand bestaande uit lage, gepleisterde parterre, twee verdiepingen en afgeknot zadeldak met dakkapel in eclectische stijl                                             | 1881-1882  |                                          | Nassauplein 23                                      | 52° 5' 25" NB, 4° 18' 20" OL | 0518/WN108 | Upload foto |
| Pand bestaande uit parterre en twee verdiepingen; breedte vier vensterassen in eclectische stijl                                                                     | 1881-1882  |                                          | Nassauplein 24                                      | 52° 5' 25" NB, 4° 18' 20" OL | 0518/WN109 | Upload foto |
| Pand bestaande uit parterre en twee verdiepingen; breedte vijf vensterassen in eclectische stijl                                                                     | 1881       | Dam, J.J. van                            | Nassauplein 25                                      | 52° 5' 25" NB, 4° 18' 20" OL | 0518/WN110 | Upload foto |
| Pand bestaande uit parterre en twee verdiepingen in eclectische stijl                                                                                                | 1881       | Dam, J.J. van                            | Nassauplein 26 t/m 26d                              | 52° 5' 25" NB, 4° 18' 21" OL | 0518/WN111 | Upload foto |
| Pand bestaande uit parterre en twee verdiepingen in eclectische stijl                                                                                                | 1881       | Dam, J.J. van                            | Nassauplein 27 t/m 27d                              | 52° 5' 24" NB, 4° 18' 21" OL | 0518/WN112 | Upload foto |
| Pand bestaande uit parterre en twee verdiepingen in eclectische stijl                                                                                                | 1881       | Dam, J.J. van                            | Nassauplein 28                                      | 52° 5' 24" NB, 4° 18' 21" OL | 0518/WN113 | Upload foto |
| Pand bestaande uit parterre en twee verdiepingen in eclectische stijl                                                                                                | 1881       | Dam, J.J. van, Vos, A.G.                 | Nassauplein 29                                      | 52° 5' 24" NB, 4° 18' 22" OL | 0518/WN114 | Upload foto |
| Pand bestaande uit parterre, twee verdiepingen en afgeknot zadeldak met vier door frontons bekroonde dakkapellen in eclectische stijl                                | 1881       | Dam, J.J. van                            | Nassauplein 30                                      | 52° 5' 23" NB, 4° 18' 22" OL | 0518/WN116 | Upload foto |
| Pand bestaande uit parterre, verdieping en omlopend schilddak in neorenaissancestijl                                                                                 | 1887       | Rossum, J.P.F. van, Vuyk, W.J.           | Nassauplein 31                                      | 52° 5' 23" NB, 4° 18' 22" OL | 0518/WN117 | Upload foto |
| Pand met rijk gedetailleerde lijstgevel in neorenaissancestijl | 1883       |                                          | Nassauplein 33                                      | 52° 5' 23" NB, 4° 18' 23" OL | 0518/WN118 | Upload foto |
| Pand bestaande uit parterre en twee verdiepingen; breedte vier vensterassen in eclectische stijl                                                                     | 1883-1884  |                                          | Nassauplein 34                                      | 52° 5' 22" NB, 4° 18' 23" OL | 0518/WN119 | Upload foto |
| Pand bestaande uit souterrain, bel-etage, een verdieping en omlopend schilddak waarin twee dakkapellen in eclectische stijl                                          | 1883       |                                          | Nassauplein 35                                      | 52° 5' 22" NB, 4° 18' 23" OL | 0518/WN120 | Upload foto |
| Pand bestaande uit lage parterre en twee verdiepingen in eclectische stijl                                                                                           | 1881-1883  |                                          | Nassauplein 36                                      | 52° 5' 22" NB, 4° 18' 23" OL | 0518/WN121 | Upload foto |
| Pand bestaande uit lage parterre en twee verdiepingen in eclectische stijl                                                                                           | 1881-1883  |                                          | Nassauplein 37                                      | 52° 5' 21" NB, 4° 18' 24" OL | 0518/WN122 | Upload foto |
| Pand bestaande uit souterrain, bel-etage, verdieping en zadeldak in eclectische stijl                                                                                | 1881-1883  |                                          | Nassauplein 38                                      | 52° 5' 21" NB, 4° 18' 24" OL | 0518/WN123 | Upload foto |
| Pand bestaande uit souterrain, bel-etage, verdieping en zadeldak in eclectische stijl                                                                                | 1881-1883  |                                          | Nassauplein 39 en 39a                               | 52° 5' 21" NB, 4° 18' 24" OL | 0518/WN124 | Upload foto |
| Pand in eclectische stijl | 1881-1882  | Klomp, G.                                | Nassauplein 40 en 40a                               | 52° 5' 21" NB, 4° 18' 24" OL | 0518/WN126 | Upload foto |
| Pand bestaande uit souterrain, parterre en twee verdiepingen in eclectische stijl                                                                                    | 1881-1882  |                                          | Nassauplein 41                                      | 52° 5' 21" NB, 4° 18' 24" OL | 0518/WN127 | Upload foto |
| Hoekpand bestaande uit lage parterre en twee verdiepingen met omlopend schilddak waarin twee oeil-de-boeufs in eclectische stijl                                     | 1881-1882  |                                          | Nassauplein 52 t/m 60                               | 52° 5' 20" NB, 4° 18' 24" OL | 0518/WN129 | Upload foto |
| Hoekpand in eclectische neorenaissancestijl | circa 1885 |                                          | Nassauplein 62 t/m 76 / Javastraat 72               | 52° 5' 20" NB, 4° 18' 25" OL | 0518/WN130 | Upload foto |
| Dubbelbank | 1850-1899  |                                          | Nassauplein                                         | 52° 5' 25" NB, 4° 18' 19" OL | 0518/WN091 | Upload foto |
| Vier blokken huisjes | 1881       | Wesstra, H. jr.                          | Paramaribostraat 23 t/m 141                         | 52° 5' 25" NB, 4° 18' 30" OL | 0518/WN131 | Upload foto |
| Pand in neorenaissancestijl | circa 1890 | Hoek, Z., Nieukerken, J.J. van           | Prinsevinkenpark 6                                  | 52° 5' 32" NB, 4° 17' 49" OL | 0518/WN962 | Upload foto |
| Pand in neorenaissancestijl | circa 1890 | Hoek, Z., Nieukerken, J.J. van           | Prinsevinkenpark 7                                  | 52° 5' 32" NB, 4° 17' 49" OL | 0518/WN133 | Upload foto |
| Pand in neorenaissancestijl | circa 1890 | Hoek, Z., Nieukerken, J.J. van           | Prinsevinkenpark 8                                  | 52° 5' 32" NB, 4° 17' 49" OL | 0518/WN963 | Upload foto |
| Pand in neorenaissancestijl | circa 1890 | Nieukerken, J.J. van                     | Prinsevinkenpark 9                                  | 52° 5' 33" NB, 4° 17' 50" OL | 0518/WN134 | Upload foto |
| Pand in neorenaissancestijl | circa 1890 | Nieukerken, J.J. van                     | Prinsevinkenpark 10                                 | 52° 5' 33" NB, 4° 17' 50" OL | 0518/WN965 | Upload foto |
| Pand in neorenaissancestijl | circa 1890 | Nieukerken, J.J. van                     | Prinsevinkenpark 11                                 | 52° 5' 33" NB, 4° 17' 50" OL | 0518/WN132 | Upload foto |
| Pand in neorenaissancestijl | circa 1890 | Nieukerken, J.J. van                     | Prinsevinkenpark 12                                 | 52° 5' 33" NB, 4° 17' 50" OL | 0518/WN968 | Upload foto |
| Pand met neorenaissancegevel | 1894-1895  | Ehnle, E.F.                              | Riouwstraat 191                                     | 52° 5' 40" NB, 4° 18' 28" OL | 0518/WN135 | Upload foto |
| Voormalig Tolhuis | 17e-eeuws  |                                          | Scheveningseweg 21                                  | 52° 5' 17" NB, 4° 17' 46" OL | 0518/WN136 | Voormalig Tolhuis |
| Grenspaal |            |                                          | Scheveningseweg                                     | 52° 5' 18" NB, 4° 17' 46" OL | 0518/WN725 | Upload foto |
| Pand bestaande uit parterre en twee verdiepingen in eclectische stijl                                                                                                | 1882       | Pietersen, J.C.                          | Surinamestraat 1 t/m 1g                             | 52° 5' 21" NB, 4° 18' 29" OL | 0518/WN137 | Upload foto |
| Pand bestaande uit parterre en twee verdiepingen in eclectische stijl                                                                                                | 1882-1884  |                                          | Surinamestraat 3 t/m 3g                             | 52° 5' 21" NB, 4° 18' 29" OL | 0518/WN156 | Upload foto |
| Pand bestaande uit parterre en twee verdiepingen in eclectische stijl                                                                                                | 1882-1884  |                                          | Surinamestraat 5 t/m 5g                             | 52° 5' 22" NB, 4° 18' 29" OL | 0518/WN173 | Upload foto |
| Hoekpand, bestaande uit parterre en twee verdiepingen in eclectische stijl                                                                                           | 1882-1884  |                                          | Surinamestraat 7                                    | 52° 5' 22" NB, 4° 18' 29" OL | 0518/WN177 | Upload foto |
| Hoekpand, bestaande uit parterre met twee verdiepingen en moderne boven verdieping in eclectische stijl                                                              | 1882       | Besseling, J. Th.                        | Surinamestraat 9                                    | 52° 5' 23" NB, 4° 18' 28" OL | 0518/WN178 | Hoekpand, bestaande uit parterre met twee verdiepingen en moderne boven verdieping in eclectische stijl                                                              |
| Pand ter breedte van vier vensterassen, bestaande uit parterre en verdieping in neorenaissancestijl                                                                  | 1881-1883  | Roode, C.J. van jr.                      | Surinamestraat 10 t/m 10b                           | 52° 5' 22" NB, 4° 18' 27" OL | 0518/WN138 | Pand ter breedte van vier vensterassen, bestaande uit parterre en verdieping in neorenaissancestijl                                                                  |
| Pand in eclectische stijl | 1882       | Besseling, J. Th.                        | Surinamestraat 11                                   | 52° 5' 23" NB, 4° 18' 28" OL | 0518/WN139 | Pand in eclectische stijl |
| Pand ter breedte van vier vensterassen, bestaande uit parterre en verdieping in neorenaissancestijl                                                                  | 1881-1883  | Roode, C.J. van jr.                      | Surinamestraat 12                                   | 52° 5' 22" NB, 4° 18' 27" OL | 0518/WN140 | Pand ter breedte van vier vensterassen, bestaande uit parterre en verdieping in neorenaissancestijl                                                                  |
| Pand bestaande uit parterre en twee ver diepingen in eclectische stijl                                                                                               | 1883       | Besseling, J. Th.                        | Surinamestraat 13 t/m 13d                           | 52° 5' 22" NB, 4° 18' 27" OL | 0518/WN141 | Pand bestaande uit parterre en twee ver diepingen in eclectische stijl                                                                                               |
| Pand ter breedte van vier vensterassen, bestaande uit parterre en verdieping in neorenaissancestijl                                                                  | 1881-1883  | Roode, C.J. van jr.                      | Surinamestraat 14                                   | 52° 5' 23" NB, 4° 18' 27" OL | 0518/WN142 | Pand ter breedte van vier vensterassen, bestaande uit parterre en verdieping in neorenaissancestijl                                                                  |
| Pand bestaande uit souterrain, bel-etage en twee verdiepingen in eclectische stijl                                                                                   | 1883       | Besseling, J. Th.                        | Surinamestraat 15                                   | 52° 5' 23" NB, 4° 18' 28" OL | 0518/WN143 | Upload foto |
| Pand ter breedte van vier vensterassen, bestaande uit parterre en verdieping in neorenaissancestijl                                                                  | 1882       | Posthuma,G, Rijswijk, W.C. van           | Surinamestraat 16                                   | 52° 5' 23" NB, 4° 18' 27" OL | 0518/WN144 | Upload foto |
| Pand bestaande uit souterrain, bel-etage en twee verdiepingen in eclectische stijl                                                                                   | 1882/1883  | Besseling, J. Th.                        | Surinamestraat 17                                   | 52° 5' 24" NB, 4° 18' 28" OL | 0518/WN145 | Upload foto |
| Pand ter breedte van drie vensterassen met links een risaliet in neorenaissancestijl                                                                                 | 1883       | Paardekooper, A.C.                       | Surinamestraat 18                                   | 52° 5' 23" NB, 4° 18' 27" OL | 0518/WN146 | Upload foto |
| Pand bestaande uit parterre met twee verdiepingen in neorenaissancestijl                                                                                             | 1888-1889  |                                          | Surinamestraat 19                                   | 52° 5' 24" NB, 4° 18' 28" OL | 0518/WN147 | Upload foto |
| Pand ter breedte van vijf vensterassen met middenrisaliet in eclectische stijl                                                                                       | 1883       | Posthuma,G, Rijswijk, W.C. van           | Surinamestraat 20                                   | 52° 5' 24" NB, 4° 18' 26" OL | 0518/WN148 | Pand ter breedte van vijf vensterassen met middenrisaliet in eclectische stijl                                                                                       |
| Pand bestaande uit parterre met twee verdiepingen | 1888-1889  | Besseling, J. Th.                        | Surinamestraat 21                                   | 52° 5' 24" NB, 4° 18' 27" OL | 0518/WN149 | Upload foto |
| Pand met gevel in neorenaissancestijl | 1886       | Roode, C.J. van jr.                      | Surinamestraat 22                                   | 52° 5' 24" NB, 4° 18' 26" OL | 0518/WN150 | Pand met gevel in neorenaissancestijl |
| Pand bestaande uit parterre met twee verdiepingen in neorenaissancestijl                                                                                             | 1888-1889  | Besseling, J. Th.                        | Surinamestraat 23                                   | 52° 5' 24" NB, 4° 18' 27" OL | 0518/WN151 | Upload foto |
| Pand ter breedte van vier vensterassen, bestaande uit souterrain, bel-étage en verdieping in eclectische stijl                                                       | 1886-1888  | Roode, C.J. van jr.                      | Surinamestraat 24                                   | 52° 5' 24" NB, 4° 18' 26" OL | 0518/WN152 | Pand ter breedte van vier vensterassen, bestaande uit souterrain, bel-étage en verdieping in eclectische stijl                                                       |
| Pand met symmetrische lijstgevel van vijf vensterassen in neorenaissancestijl                                                                                        | 1886       | Wesstra, H. jr.                          | Surinamestraat 25                                   | 52° 5' 25" NB, 4° 18' 27" OL | 0518/WN153 | Upload foto |
| Pand met drie vensterassen brede gevel en rechts een risaliet in eclectische stijl                                                                                   | 1889-1890  | Besseling, J. Th.                        | Surinamestraat 27                                   | 52° 5' 25" NB, 4° 18' 27" OL | 0518/WN154 | Upload foto |
| Pand bestaande uit souterrain, bel-etage en één verdieping in neorenaissancestijl                                                                                    | 1889-1890  | Besseling, J. Th.                        | Surinamestraat 29                                   | 52° 5' 25" NB, 4° 18' 27" OL | 0518/WN155 | Pand bestaande uit souterrain, bel-etage en één verdieping in neorenaissancestijl                                                                                    |
| Pand met lijstgevel in neorenaissancestijl | 1888-1889  | Roode, C.J. van jr.                      | Surinamestraat 30                                   | 52° 5' 25" NB, 4° 18' 25" OL | 0518/WN157 | Pand met lijstgevel in neorenaissancestijl |
| Pand in eclectische trant | 1889-1890  | Besseling, J. Th.                        | Surinamestraat 31                                   | 52° 5' 26" NB, 4° 18' 27" OL | 0518/WN158 | Upload foto |
| Pand met lijstgevel in neorenaissancestijl | 1888-1889  | Roode, C.J. van jr.                      | Surinamestraat 32                                   | 52° 5' 25" NB, 4° 18' 25" OL | 0518/WN159 | Upload foto |
| Pand met drie vensterassen brede gevel en links een risaliet in eclectische stijl                                                                                    | 1889-1890  | Besseling, J. Th.                        | Surinamestraat 33                                   | 52° 5' 26" NB, 4° 18' 26" OL | 0518/WN160 | Upload foto |
| Pand, bestaande uit souterrain, bel-etage en twee verdiepingen in neoromaanse stijl                                                                                  | 1889       | Roode, C.J. van jr.                      | Surinamestraat 34                                   | 52° 5' 25" NB, 4° 18' 25" OL | 0518/WN161 | Upload foto |
| Pand ter breedte van drie vensterassen, bestaande uit souterrain, bel-etage en verdieping in eclectische stijl                                                       | 1889-1890  | Besseling, J. Th.                        | Surinamestraat 35                                   | 52° 5' 26" NB, 4° 18' 26" OL | 0518/WN162 | Upload foto |
| Pand, bestaande uit souterrain, bel-etage en één verdieping in neoromaanse stijl                                                                                     | 1889       | Roode, C.J. van jr.                      | Surinamestraat 36                                   | 52° 5' 26" NB, 4° 18' 25" OL | 0518/WN163 | Upload foto |
| Hoekpand bestaande uit souterrain, bel-etage en verdieping in neorenaissancestijl                                                                                    | 1889-1890  | Besseling, J. Th.                        | Surinamestraat 37                                   | 52° 5' 26" NB, 4° 18' 26" OL | 0518/WN164 | Upload foto |
| Pand ter breedte van drie vensterassen, waarvan de rechtse twee als risaliet zijn opgevat in neorenaissancestijl                                                     | 1888       | Roode, C.J. van jr.                      | Surinamestraat 38                                   | 52° 5' 26" NB, 4° 18' 25" OL | 0518/WN165 | Upload foto |
| Pand met lijstgevel in neorenaissancevormen | 1890-1891  | Roode, C.J. van jr.                      | Surinamestraat 39                                   | 52° 5' 27" NB, 4° 18' 26" OL | 0518/WN166 | Upload foto |
| Pand ter breedte van drie vensterassen waarvan de linker twee als risaliet zijn opgevat in neorenaissancestijl                                                       | 1888       | Roode, C.J. van jr.                      | Surinamestraat 40                                   | 52° 5' 26" NB, 4° 18' 25" OL | 0518/WN167 | Upload foto |
| Pand met lijstgevel in neorenaissancevormen | 1890-1891  | Roode, C.J. van jr.                      | Surinamestraat 41                                   | 52° 5' 27" NB, 4° 18' 25" OL | 0518/WN168 | Upload foto |
| Pand met lijstgevel in neorenaissancevormen | 1890-1891  | Roode, C.J. van jr.                      | Surinamestraat 43                                   | 52° 5' 27" NB, 4° 18' 25" OL | 0518/WN169 | Upload foto |
| Pand, bestaande uit parterre, verdieping en zolderverdieping in neorenaissancestijl                                                                                  | 1880-1881  | Peters, C.H.                             | Surinamestraat 44                                   | 52° 5' 27" NB, 4° 18' 25" OL | 0518/WN170 | Upload foto |
| Pand met lijstgevel in neorenaissancevormen | 1890-1891  | Roode, C.J. van jr.                      | Surinamestraat 45                                   | 52° 5' 28" NB, 4° 18' 25" OL | 0518/WN171 | Upload foto |
| Pand bestaande uit parterre en twee verdiepingen, breedte drie vensterassen in neorenaissancestijl                                                                   | 1887       |                                          | Surinamestraat 46 en 48                             | 52° 5' 27" NB, 4° 18' 25" OL | 0518/WN172 | Upload foto |
| Pand bestaande uit parterre en twee verdiepingen met schilddak in neorenaissancestijl                                                                                | 1887       |                                          | Surinamestraat 50                                   | 52° 5' 27" NB, 4° 18' 24" OL | 0518/WN174 | Upload foto |
| Pand bestaande uit parterre en twee verdiepingen met schilddak in neorenaissancestijl                                                                                | 1887       |                                          | Surinamestraat 54                                   | 52° 5' 27" NB, 4° 18' 24" OL | 0518/WN175 | Upload foto |
| Pand | circa 1879 |                                          | Surinamestraat 56 en 58                             | 52° 5' 28" NB, 4° 18' 24" OL | 0518/WN176 | Upload foto |